# Bob Avellini
Bob Avellini (Ciudad de Nueva York, 28 de agosto de 1953-Northborough, 4 de mayo de 2024) fue un jugador estadounidense de fútbol americano que jugó once temporadas con tres equipos en la NFL en la posición de quarterback.

## Carrera
Avellini jugó a nivel universitario con los Maryland Terrapins y fue seleccionado por los Chicago Bears en la sexta ronda del Draft de 1975. En su temporada de novato con Chicago en 1975 fue titular en cuatro partidos y el equipo finalizó con récord de 4–10, lanzó para 942 yardas con 6 touchdowns y 11 intercepciones.
Jugó para los Bears de 1975 a 1984, principalmente como quarterback suplente. Sería el titular con los Bears en 1976, donde jugó los 14 partidos, lanzó para 1,580 yardas, con 15 intercepciones y solo 8 touchdowns. Chicago terminó la temporada con récord de 7–7. Avellini mejoraría sus números en 1977, donde lanzó para 2.004 yardas y jugó todos los partidos de los Bears. Todavía lanzaba muchas intercepciones, 18 en contraste con los 11 touchdowns. Los Bears ese año pelearían por el título divisional con los Minnesota Vikings en la NFC Central con un récord de 9–5, lograría la clasificación a los playoffs en la ronda de wildcard, donde perdieron ante los Dallas Cowboys en una temporada donde Walter Payton tuvo 1,800 yardas por tierra.
En 1978 los Bears se cayeron. Terminaron con récord de 4–8 con Avellini lanzando 16 intercepciones y solo 5 pases de touchdown. Eso causó que el entrenador en jefe Neill Armstrong cambiara el quarterback y pusiera de titular al veterano Mike Phipps. Phipps, que llegó a los Bears en un cambio por una selección de primera ronda del Draft de 1978 desde los Cleveland Browns, ganó 3 de los últimos cuatro partidos de la temporada 4, por lo que pasó a ser el titular la siguiente temporada. Los Bears soepresivamente terminarían la temporada de 1979 con marca de 10–6, empatando con el campeón divisional Tampa Bay Buccaneers, y Avellini era el suplente. Con los años era el suplente de Phipps, Vince Evans y Jim McMahon hasta que en 1984 volvería a jugar.
En 1984 los Bears iniciaron con récord de 2–0, Jim McMahon se lesionó y Mike Ditka puso a Avellini como titular en el partido ante los Green Bay Packers en Lambeau Field. Avellini solo había sido titular en cinco ocasiones desde 1978. Los Bears fueron un poco más ofensivos con Avellini, e incluso igualaron el récord de los Packers de 9–7. Chicago perdería la semana siguiente ante los Seattle Seahawks 9-38. Como resultado Avellini fue cortado por los Bears, terminando una década con Chicago. Avellini sería contratado por los New York Jets a mediados de noviembre, pero no jugaría ni un solo partido. Los Jets lo dejarían el libertad antes de la temporada de 1985. Mientras tanto, los Bears llegarían al juego por la NFC Championship en 1984 y ganarían el Super Bowl XX en 1985. Avellini regresaría en 1986 con los Dallas Cowboys, siendo titular en tres partidos de pretemporada, pero fue liberado luego de no formar parte del roster de 53 jugadores.

## Problemas legales
En mayo de 2009 Avellini fue arrestado por manejar borracho por tercera vez. Ya había sido condenado por lo mismo en 2002. En octubre de 2013 un gran jurado de DuPage County acusó a Avellini de una felonía por manejar borracho una semana después de su sexto arresto por el mismo cargo desde 2002. El 19 de noviembre de 2014 Avellini fue sentenciado a un año y medio de cárcel por manejar borracho. Avellini se declaró en bancarrota el 27 de febrero de 2012 por deudas que superaban los $2.2 millones y cuentas por $1.3 millones.
El 20 de noviembre de 2014 Avellini vuelve a la cárcel por 18 meses por volver a manejar borracho.

## Muerte
Avellini murió de cáncer el 4 de mayo de 2024 a los 70 años.